# Марія Їллєншерна
Марія Їллєншерна (швед. Maria Gyllenstierna, повне ім'я Maria Gustava Gyllenstierna; 1672—1737) — шведська письменниця і перекладачка, графиня.

## Біографія
Народилася 27 жовтня 1672 року у Стокгольмі в сім'ї полковника графа Крістофера Їллєншерна в його першому шлюбі з графинею Густавою Оксеншерна (Gustava Juliana Oxenstierna, 1644—1675).
У 1693 році Марія вийшла заміж за графа Карла Бонда, і у них народилася дочка Катаріна Маргарета (Katarina Margareta, померла 1755). У 1697 році вона разом зі своїм чоловіком вирушила в дипломатичне відрядження до Нідерландів, щоб бути присутніми на мирних переговорах після війни Аугсбурзької ліги.

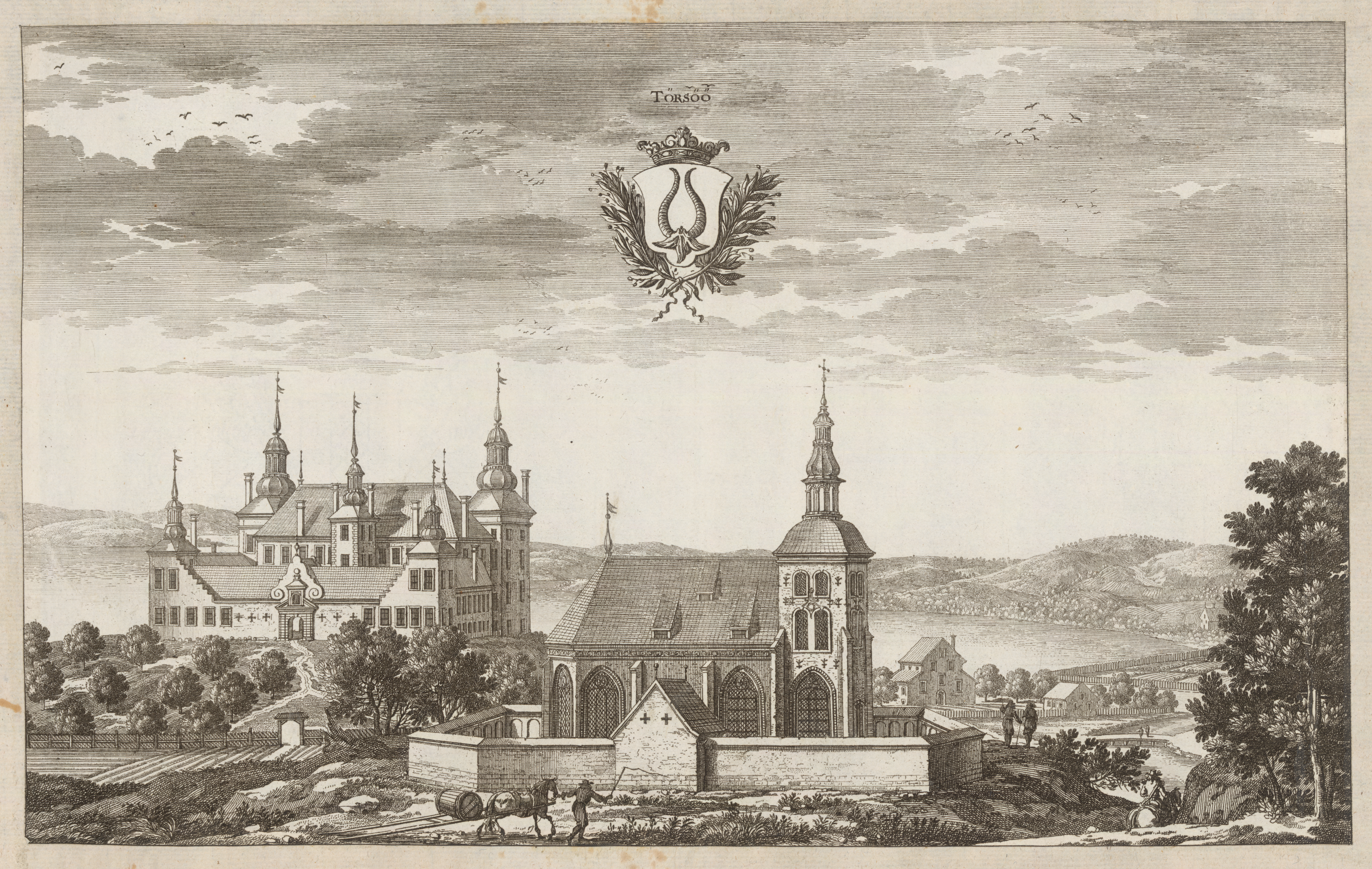
Замок Tyresö в 1661 році

Ставши вдовою в 1699 році, Марія Їллєншерна влаштувалася в замку Tyresö, який успадкувала в 1694 році від своєї бабусі — графині Марії Софії де ла Гарді. Марія стала землевласником і фермером, але насамперед здобула популярність своїми літературними інтересами. Вона написала епос про земне життя Ісуса в чотирьох частинах, опублікувавши його в 1730—1736 роках, створила близько 600 сонетів. Переклала єврейсько-римську історію Йосипа Флавія про євреїв у п'яти частинах обсягом до 2000 сторінок. Вона збирала в Tyresö вчених-професорів і єпископів, підтримувала контакти з іншими жінками-письменницями, зокрема з Софією Бреннер. Вважається, що Марія Їллєншерна була однією з найосвіченіших жінок Швеції, і це робило її особливо популярною серед чоловічої аристократії.
Померла 5 листопада 1737 року в замку Тюресьо.